# ميمنه
میمنه ( الفارسية / الأوزبكية / البشتوية : میمنه) هي مدينة وعاصمة ولاية فارياب تقع شمال غرب أفغانستان بالقرب من حدود تركمانستان حوالي 400 كيلومتر (250 ميل) شمال غرب عاصمة البلاد كابول، وتقع على نهر ميمنة، وهو أحد روافد نهر المرغاب. بلغ عدد سكان ميمنة 149040 نسمة في عام 2015، مما يجعلها واحدة من أكبر مدن شمال غرب أفغانستان.
في 14 أغسطس 2021، استولى مقاتلو طالبان على ميمنه، وأصبحت العاصمة الإقليمية الثانية والعشرين التي استولت عليها طالبان كجزء من هجوم طالبان الأوسع في عام 2021.

## الموقع
تقع ميمنه عند السفح الشمالي لسلسلة جبال تركستان على ارتفاع 877 متر (2,877 قدم) على الشرفة القديمة لنهر قيصر أو ميمنه، وهو أحد الروافد اليمنى لنهر المرغاب. يتفرع نهر ميمنه من نهر باند تركستان 50 كم جنوب المدينة. تمتلك مرتفعات منطقة ميمنه عمومًا تربة سطحية غنية جدًا تدعم الأنشطة الزراعية الموسمية.

## شغل الأراضي
ميمنه هي مركز تجاري وعبور في شمال أفغانستان. ما يزيد قليلاً عن نصف الأراضي في ميمنه غير حضرية (57٪) وتتألف إلى حد كبير من الأراضي الزراعية. تتميز المناطق المركزية (2-5) بكثافة سكنية أعلى وشبكات طرق جلية. تتميز المقاطعات الخارجية (1، 7-10) بمزيد من الأراضي الزراعية.

## تعداد السكان
خلال القرن التاسع عشر، قُدّر عدد سكان المستوطنة بـ15000-18000 وكان يُفترض أنها مدينة ذات أغلبية أوزبكية بسبب لغة السوق التي كانت في الغالب اللغة الجغتائية (الأوزبكية). ومع ذلك، تشير الوثائق إلى أنها كانت مدينة ذات أعراق وشعوب مختلفة مثل الطاجيك والتركمان والبشتون والبلوش. في عام 1958، قدر عدد السكان بـ 30.000 نسمة. بحلول عام 1979، ارتفع هذا إلى 38,250، وبحلول عام 1982 إلى 56,973. نظرًا لأنه لم يكن هناك تعداد سكاني رسمي مطلقًا، فلا ينبغي أن تُؤخذ هذه البيانات السابقة على محمل الجد. في عام 2004، قدر أن عدد سكان ميمنه يبلغ 75900 نسمة ولكن لم يتم دعمهم بأي دليل. في عام 2015، قدر عدد السكان بـ 149,040 من قبل المراقبين المدعومين من الأمم المتحدة. يوجد في الميمنة 10 مقاطعات وتبلغ مساحة الأرض الإجمالية 3461 هكتار. ويبلغ إجمالي عدد المساكن في هذه المدينة 16.560.

## التاريخ

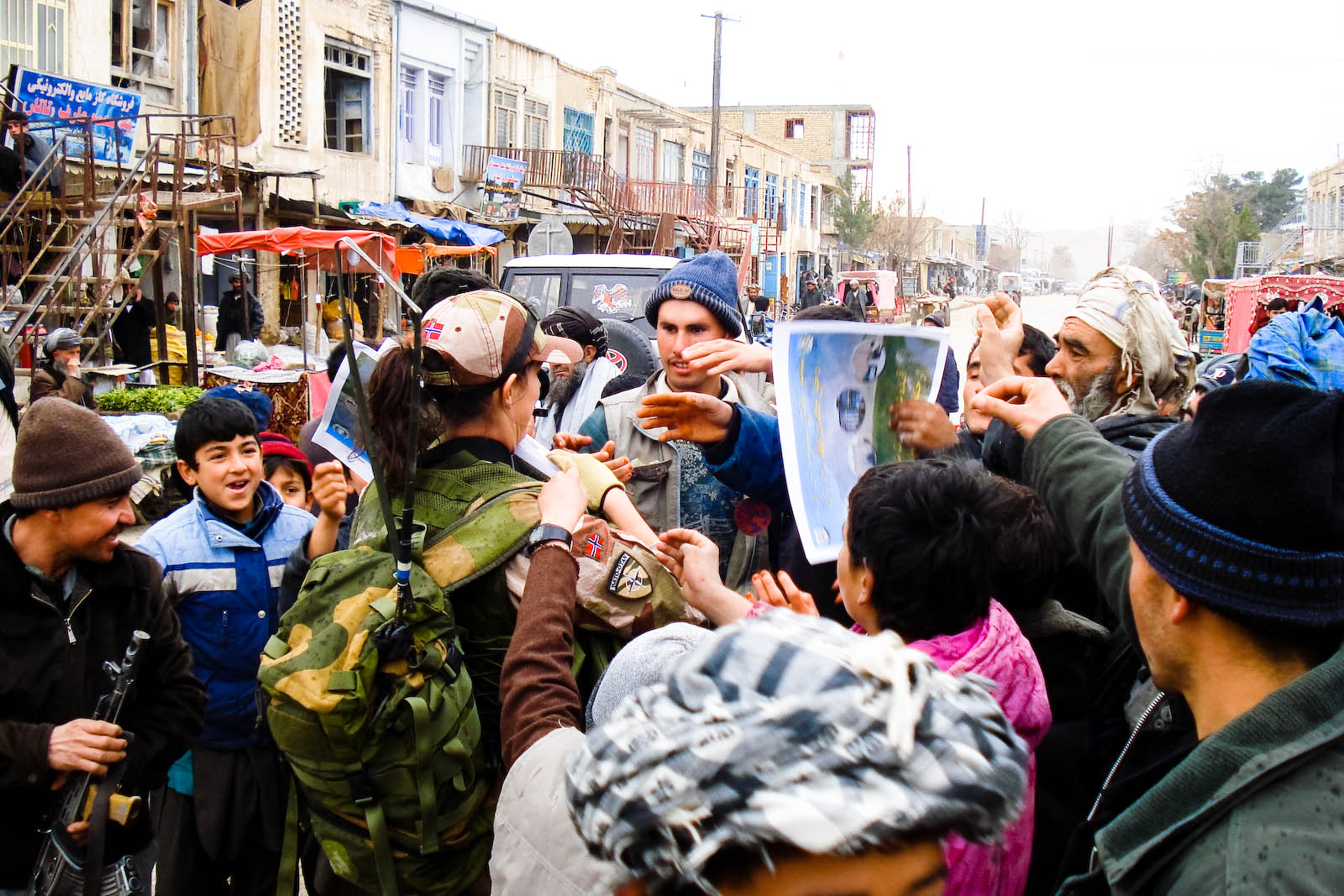
السكان المحليين في ميمنه مع جندية نرويجية.

البلدة من أصل قديم. يبدو من الواضح أن قلعة ميمنه يعود تاريخها إلى أوائل العصر الحديدي. المواد الخزفية الموجودة في كهف قريب في بيلشيراغ هي من العصر الحجري القديم وأواخر العصر الحجري الحديث - العصر البرونزي.

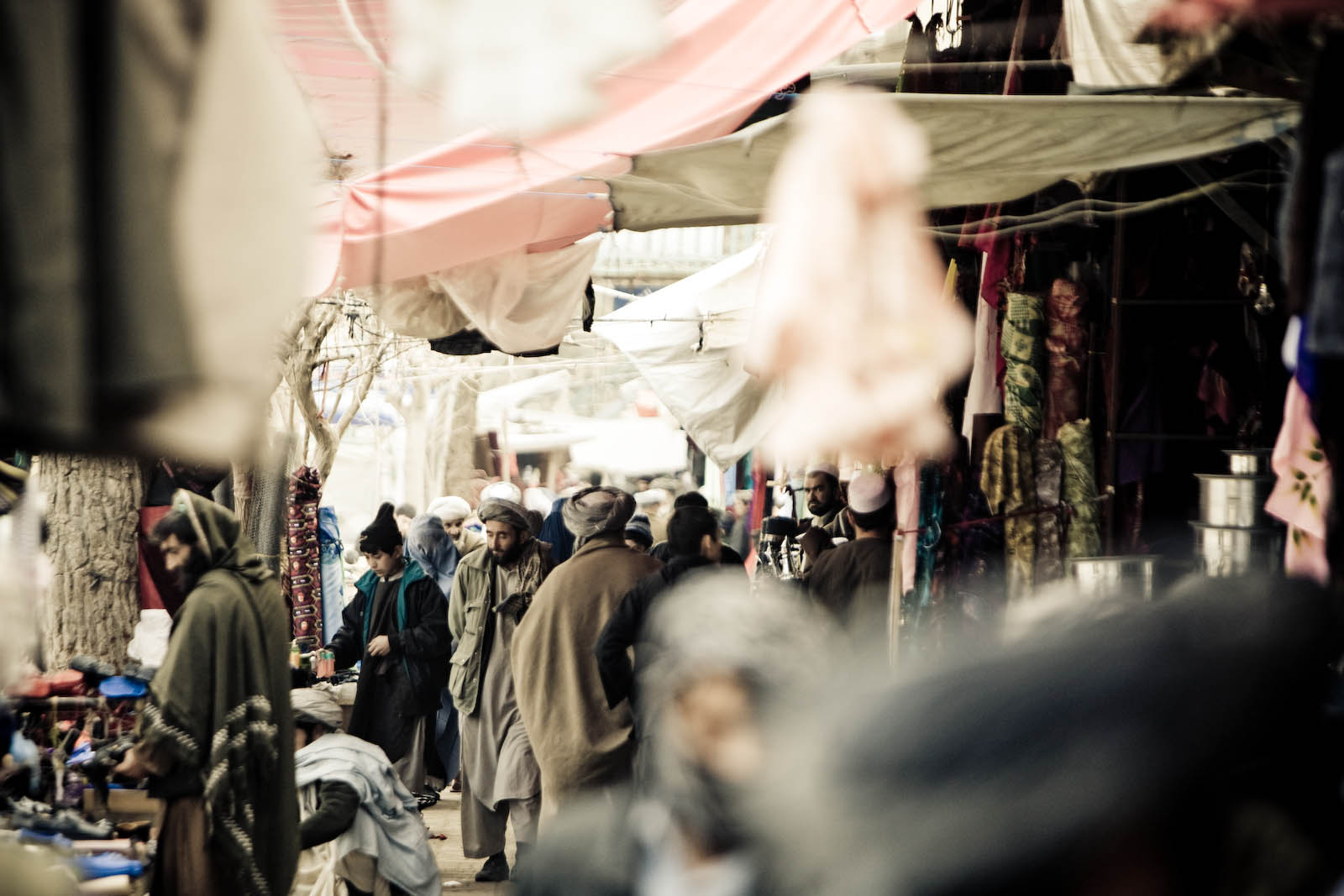
شارع سوق في الميمنه

بين 800 قبل الميلاد و 700 بعد الميلاد كانت جزءًا من الإمبراطورية الميدونية والإمبراطورية الفارسية، وكذلك من الإمبراطورية الكوشانية والهياطلية، قبل أن يخضعها العرب خلال الفتح الإسلامي حيث استخدموا التابعين الإيرانيين المحليين لحكم المنطقة. في القرنين السابع والثامن كان مقر إقامة مليك جوزجانان، آخر بقايا الإمبراطورية الكوشانية، والتي كانت آنذاك تحت سيطرة آل فريغونالسلالة المحلية.
من القرن التاسع إلى القرن الحادي عشر، كانت المنطقة تحكمها العديد من الحكام والسلالات ( الصفارية، المهرابانية، النصرية...) من سيستان ثم أخضعها السامانيون الإيرانيون والحكام الإيرانيون الغزنويون والخوارزميون.
في القرنين الثاني عشر والثالث عشر، دُمرت المنطقة من قبل البدو الأتراك وغزو المغول. لقد استغرق الأمر وقتًا طويلاً للمنطقة، ما يقرب من 200 عام، للتعافي من الضرر الذي تسبب فيه البدو الرحل والغزاة الأجانب من شمال آسيا الوسطى. ظل سكان المنطقة ضعيفين وكانت التجارة التجارية ضعيفة للغاية ولكنها كافية للناجين لتطوير الزراعة الجديدة وإعادة بناء الهياكل القديمة. وبينما كانت المدينة محصنة واستضافت الإيرانيين وبعض العرب، كانت القرى مملوكة للإيرانيين وما تبقى من العرب المستقرين، كانت الصحارى والسهوب موطنًا للبدو الرحل من الأصول التركية المنغولية والإيرانية (الإيماق).
في القرن السادس عشر، جاء التأثير الأوزبكي التركي إلى ميمنه بغزو تركستان وهرات من قبل محمد شيباني. بالنسبة للمنطقة كان مرة أخرى وقتا معقدا. ومع ذلك، هُزم شيباني من قبل الصفويين الإيرانيين لكن العناصر الأوزبكية ظلت مسيطرة منذ ذلك الحين حتى اليوم على المنطقة حتى القرنين الثامن عشر والتاسع عشر. أصبحت ميمنه لأول مرة مركزًا لخانية أوزبكية ومركزًا مهمًا للتجارة، فضلاً عن كونها بوابة لتركستان من هرات وإيران. كانت بمثابة مركز ثقافي وتجاري مهم للمنطقة بأسرها وعملت على ربط مختلف الدول والشعوب. في ظل الحكم الأوزبكي، شهدت المدينة نهضة مفاجئة، بدءاً من احتلال المنطقة من قبل محمد الشيباني واستمرارها وصولاً إلى إخضاع البشتون للمنطقة. في عام 1876، في عهد شير علي خان، سقطت المدينة في يد مملكة كابل ودُمرت بشدة. نتيجة لذلك، بقي عشرة في المائة فقط من السكان على قيد الحياة بينما مات جزء كبير منهم أو غادر المدينة إلى مناطق أخرى بعد المذبحة المروعة.
في القرن العشرين، كانت المدينة ذات يوم محاطة بجدران وأبراج سميكة ومحاطة بخندق مائي، ولكن في القرن العشرين، قُلص كل هذا إلى تل مجهول. في عام 1934، بدأت إعادة بناء المدينة، وفي عام 1949 جُدّدت الأجزاء الشمالية من المدينة القديمة، وتحولت قلعة المدينة القديمة إلى حديقة. كانت ميمنه المركز الإداري لولاية ميمنه حتى تفككت الولاية.
كجزء من عملية القوة الدولية للمساعدة الأمنية في أفغانستان، كان فريق إعادة الإعمار الإقليمي ‏ بقيادة النرويج يعمل سابقًا في الولاية. وضم الفريق أيضًا جنودًا من لاتفيا.

## المواصلات
يخدمها مطار ميمنة الذي كان له رحلات مباشرة إلى هرات اعتبارًا من مايو 2014.

## الاقتصاد
تخدم المدينة منطقة زراعية مروية من نهر قيصر كما تتعامل مع البدو الرحل في تجارة الأغنام في كاراكول. ميمنه مركز هام للماشية في أفغانستان. في السبعينيات، كانت صناعة معالجة الصوف والقطن مزدهرة في المدينة. ميمنه سوق للمنتجات الجلدية والحرير والسجاد والقمح والشعير والبطيخ والعنب.
يوجد أيضًا مطار يقع على بعد ميلين (3.2 كم) غرب ميمنه في واد محاط بتلال وسلسلة جبال يصل بعضها إلى 12,000 قدم (3,700 م)؛ يبعد 24 ميلاً (39 كم) جنوب شرق حدود تركمانستان و 64 ميلا (103 كم) جنوب أندخوي. المدرج مع سطح من الحصى.
ميمنه، بعد كابول، وقندهار، وهرات، ومزار الشريف، وجلال آباد، وقندز، وغزني، هي ثامن أكبر مدينة أفغانية مع محطة إذاعية مستقلة تديرها النساء، راديو كياش، تأسست في فبراير 2005.

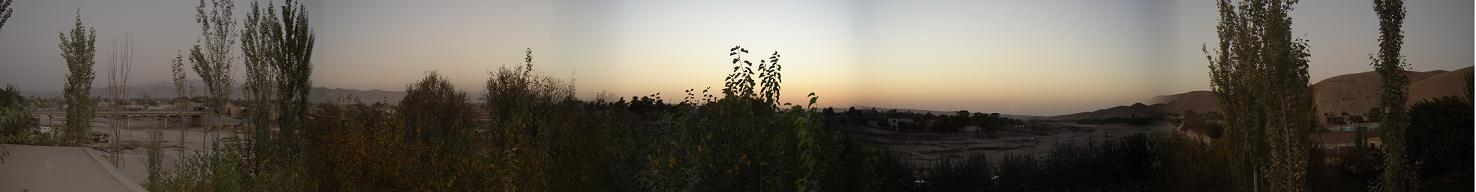
بانوراما ميمنه

## المناخ
تتمتع ميمنة بمناخ البحر الأبيض المتوسط الحار الصيفي ( تصنيف كوبن للمناخ : Csa ) مع صيف حار وجاف وشتاء بارد ورطب.
| البيانات المناخية لـMaymana       | البيانات المناخية لـMaymana | البيانات المناخية لـMaymana | البيانات المناخية لـMaymana | البيانات المناخية لـMaymana | البيانات المناخية لـMaymana | البيانات المناخية لـMaymana | البيانات المناخية لـMaymana | البيانات المناخية لـMaymana | البيانات المناخية لـMaymana | البيانات المناخية لـMaymana | البيانات المناخية لـMaymana | البيانات المناخية لـMaymana | البيانات المناخية لـMaymana |
| الشهر                             | يناير                       | فبراير                      | مارس                        | أبريل                       | مايو                        | يونيو                       | يوليو                       | أغسطس                       | سبتمبر                      | أكتوبر                      | نوفمبر                      | ديسمبر                      | المعدل السنوي               |
| --------------------------------- | --------------------------- | --------------------------- | --------------------------- | --------------------------- | --------------------------- | --------------------------- | --------------------------- | --------------------------- | --------------------------- | --------------------------- | --------------------------- | --------------------------- | --------------------------- |
| الدرجة القصوى °م (°ف)             | 25.3 (77.5)                 | 27.5 (81.5)                 | 32.6 (90.7)                 | 35.3 (95.5)                 | 39.8 (103.6)                | 42.5 (108.5)                | 44.5 (112.1)                | 40.5 (104.9)                | 38.3 (100.9)                | 35.1 (95.2)                 | 30.6 (87.1)                 | 27.6 (81.7)                 | 44.5 (112.1)                |
| متوسط درجة الحرارة الكبرى °م (°ف) | 7.4 (45.3)                  | 9.2 (48.6)                  | 14.0 (57.2)                 | 20.8 (69.4)                 | 27.1 (80.8)                 | 33.7 (92.7)                 | 35.9 (96.6)                 | 33.9 (93.0)                 | 28.9 (84.0)                 | 22.2 (72.0)                 | 15.5 (59.9)                 | 10.6 (51.1)                 | 21.6 (70.9)                 |
| المتوسط اليومي °م (°ف)            | 2.0 (35.6)                  | 4.0 (39.2)                  | 8.4 (47.1)                  | 15.4 (59.7)                 | 20.1 (68.2)                 | 25.5 (77.9)                 | 27.6 (81.7)                 | 25.2 (77.4)                 | 20.5 (68.9)                 | 14.5 (58.1)                 | 8.6 (47.5)                  | 4.7 (40.5)                  | 14.7 (58.5)                 |
| متوسط درجة الحرارة الصغرى °م (°ف) | −2.2 (28.0)                 | −0.2 (31.6)                 | 3.8 (38.8)                  | 9.6 (49.3)                  | 12.7 (54.9)                 | 16.3 (61.3)                 | 18.5 (65.3)                 | 16.6 (61.9)                 | 12.3 (54.1)                 | 7.6 (45.7)                  | 3.5 (38.3)                  | 0.3 (32.5)                  | 8.2 (46.8)                  |
| أدنى درجة حرارة °م (°ف)           | −22.5 (−8.5)                | −23.6 (−10.5)               | −12.7 (9.1)                 | −3.1 (26.4)                 | 2.4 (36.3)                  | 6.1 (43.0)                  | 10.6 (51.1)                 | 9.0 (48.2)                  | 0.2 (32.4)                  | −5.8 (21.6)                 | −12 (10)                    | −18 (0)                     | −23.6 (−10.5)               |
| الهطول مم (إنش)                   | 49.9 (1.96)                 | 60.5 (2.38)                 | 82.2 (3.24)                 | 60.5 (2.38)                 | 25.6 (1.01)                 | 1.0 (0.04)                  | 0.5 (0.02)                  | 0.0 (0.0)                   | 0.2 (0.01)                  | 9.6 (0.38)                  | 20.9 (0.82)                 | 44.7 (1.76)                 | 355.6 (14)                  |
| متوسط الأيام الممطرة              | 5                           | 7                           | 11                          | 10                          | 4                           | 0                           | 0                           | 0                           | 0                           | 2                           | 4                           | 5                           | 48                          |
| متوسط الأيام المثلجة              | 6                           | 5                           | 3                           | 0                           | 0                           | 0                           | 0                           | 0                           | 0                           | 0                           | 1                           | 3                           | 18                          |
| متوسط الرطوبة النسبية (%)         | 75                          | 73                          | 74                          | 68                          | 53                          | 38                          | 34                          | 34                          | 39                          | 49                          | 61                          | 71                          | 56                          |
| ساعات سطوع الشمس الشهرية          | 136.6                       | 117.7                       | 169.3                       | 195.9                       | 306.0                       | 370.0                       | 381.2                       | 352.5                       | 303.5                       | 237.2                       | 159.1                       | 137.9                       | 2٬866٫9                     |
| المصدر: NOAA (1964-1983)          |                             |                             |                             |                             |                             |                             |                             |                             |                             |                             |                             |                             |                             |

## روابط خارجية
- دوبري، نانسي هاتش (1977): دليل تاريخي لأفغانستان . الطبعة الثانية. منقح وموسع. منظمة السياحة الأفغانية. (الطبعة الأولى: 1970. )